# Karol Fryderyk Woyda

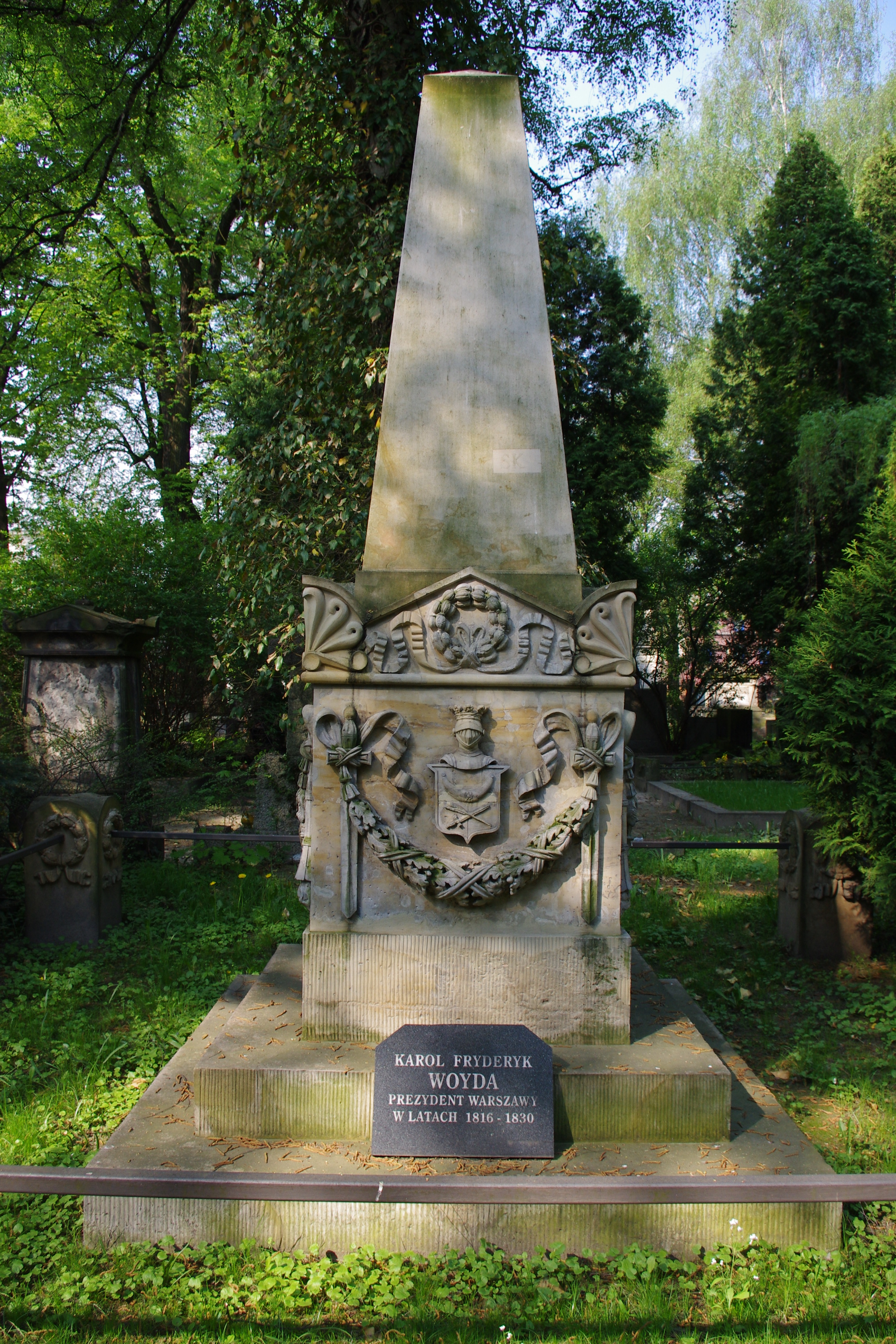
Grób prezydenta Warszawy – Karola Fryderyka Woydy na cmentarzu ewangelicko-reformowanym w Warszawie

Karol Fryderyk Woyda (ur. 23 listopada 1771 w Lesznie, zm. 21 lutego 1846 w Warszawie) – prezydent Warszawy, nadzwyczajny radca stanu, dyrektor wydziału administracji ogólnej Komisji Rządowej Spraw Wewnętrznych, Duchownych i Oświecenia Publicznego, członek Rady Stanu Królestwa Polskiego w 1834 roku, referendarz Rady Stanu Księstwa Warszawskiego w 1812 roku, kalwinista, wolnomularz.

## Życiorys
Studiował w Niemczech. Od 1792 pracował w poselstwie polskim w Niemczech. Uczestniczył w insurekcji kościuszkowskiej. W latach 1791–1801 walczył w Legionach.
W 1812 roku jako członek Towarzystwa Królewskiego Gospodarczo-Rolniczego przystąpił do Konfederacji Generalnej Królestwa Polskiego.
6 stycznia 1816 został mianowany przez namiestnika Józefa Zajączka prezydentem miasta. 30 listopada 1830 ustąpił z urzędu prezydenta i wyjechał z Warszawy. Jako prezydent chciał rozbudować i unowocześnić Warszawę, ale przez swoją służalczość i lojalizm wobec władz carskich był nielubiany przez społeczeństwo Warszawy.
Karol Woyda zmarł 21 lutego 1846 w Warszawie i został pochowany na cmentarzu ewangelicko-reformowanym (kwatera F-6-6). Jego synem był Kazimierz Woyda, również prezydent Warszawy.
Odznaczony Orderem Świętego Stanisława I klasy w 1815 roku.